# Index–Alexia Alluminio
Index–Alexia Alluminio oder Alexia Alluminio war ein italienisches Radsportteam, das von 2000 bis 2002 existierte.

## Geschichte
Das Team wurde 2000 unter der Leitung von Giuseppe Petito als Alexia Alluminio gegründet. Hauptsponsor ist ein Hersteller von Profilen aus Aluminium. Neben den Siegen konnte das Team noch einen zweiten Platz beim Giro di Campania, zwei fünfte Plätze beim Classic Haribo und der Tour de Beauce erzielen. 2001 wurde Giuseppe Petito durch Giovanni Fidanza ersetzt und Ivan Quaranta kam zum Team. Neben den Siegen konnten unter anderem zweite Plätze beim Giro di Toscana, Giro d’Oro und der Coppa Bernocchi erzielt werden. 2002 kommt ein neuer Hauptsponsor, Index, hinzu. Absoluter Höhepunkt ist der Gewinn des Giro d’Italia durch Paolo Savoldelli ohne eine einzige Etappe gewonnen zu haben.
2003 versuchte das Team eine Lizenz zu erhalten, welche aber von der UCI nicht gewährt wurde. Daraufhin löste sich das Team auf. Der Grund liegt vermutlich in den wirtschaftlich schwierigen Zeiten und der damit verbundene Suche nach Sponsoren.

## Erfolge

### Straße
2000
- eine Etappe Settimana Internazionale Coppi e Bartali
- eine Etappe Tour de Beauce
- GP d’Europa Gran Premio de Europa
- Gran Premio Città di Rio Saliceto e Correggio
- Ukrainischer Meister – Straßenrennen

2001
- zwei Etappen Giro d’Italia
- eine Etappe Tour de Langkawi
- eine Etappe Settimana Internazionale
- eine Etappe Niederlande-Rundfahrt
- eine Etappe Giro della Liguria

2002
- Gesamtwertung Giro d’Italia
- eine Etappe Katar-Rundfahrt
- eine Etappe Schweden-Rundfahrt
- eine Etappe Regio-Tour
- Quer durch Gendringen

### Bahn
2000
- Six Days Berlin

2001
- Six Days Stuttgart
- Six Days Fiorenzuola
- Six Days Turin

2002
- Sixdays Amsterdam
- Six Days Grenoble
- Six Days Stuttgart

## Grand-Tour-Platzierungen
| Grand Tour            | 2000 | 2001 | 2002 |
| --------------------- | ---- | ---- | ---- |
| Giro d’ItaliaGiro     | –    | 18   | 1    |
| Vuelta a EspañaVuelta | –    | –    | 95   |

## Monumente-des-Radsports-Platzierungen
| Monument            | 2000 | 2001 | 2002 |
| ------------------- | ---- | ---- | ---- |
| Mailand–Sanremo     | –    | –    | 10   |
| Lombardei-Rundfahrt | DNF  |      | 39   |

## Bekannte Fahrer
- Alberto Elli (2002)
- Bo Hamburger (2002)
- Pascal Hervé (2001)
- Paolo Lanfranchi (2002)
- Nicola Minali (2000)
- Ivan Quaranta (2001–2002)
- Daniele Righi (2000–2002)
- Paolo Savoldelli (2002)
- Marco Villa (2000–2002)